# ساندرا فولك
ساندرا فولك (بالسلوفينية: Sandra Volk)‏ مواليد 27 أكتوبر 1985 في جمهورية يوغوسلافيا الاشتراكية الاتحادية، هي لاعبة كرة مضرب سلوفينية سابقة. أعلى تصنيف لها في الفردي كان 505. أعلى تصنيف لها في الزوجي كان 665.

## النهائيات

### الزوجي (0–2)
| الحصيلة | الرقم | التاريخ       | الدورة           | الأرضية | الشريك        | المنافس                         | النتيجة       |
| ------- | ----- | ------------- | ---------------- | ------- | ------------- | ------------------------------- | ------------- |
| الوصافة | 1.    | 2 أغسطس 2004  | فيغو، إسبانيا    | صلبة    | جوليا إفرموفا | أندريا بينيتيز إستيفانيا كراسون | 5–7, 4–6      |
| الوصافة | 2.    | 16 أغسطس 2004 | قلمرية، البرتغال | صلبة    | سارة راب      | أكجول أمانمورادوف إرينا كوتكينا | 6–2, 1–6, 1–6 |

## روابط خارجية
- ساندرا فولك على موقع رابطة محترفات التنس (الإنجليزية)
- ساندرا فولك على موقع الاتحاد الدولي لكرة المضرب (الإنجليزية)
- ساندرا فولك على موقع كأس بيلي جين كينغ (الإنجليزية)
- ساندرا فولك على موقع خلاصة التنس.كوم (الإنجليزية)